# Gabriel Costa (futbolista)
Basilio Gabriel Costa Heredia (San Carlos, Uruguay, 2 de abril de 1990) es un futbolista uruguayo nacionalizado peruano. Juega como extremo derecho y su equipo actual es el Club Universitario de Deportes de la Liga 1 del Perú. Es internacional con la selección peruana de fútbol desde 2019.

## Trayectoria
Empezó su carrera en las juveniles del River Plate (Uruguay). En primer lugar fue cedido al Rocha F. C. para ganar minutos; logró marcar dos goles en diecinueve encuentros. Más tarde firmaría por el C. A. Bella Vista en el 2012. Debutó oficialmente en la primera división de Uruguay al mando de su entrenador Guillermo Sanguinetti. 
Para la temporada siguiente, firmó por el C. A. Rentistas, que estaba en la segunda división de Uruguay. Tras lograr el ascenso, permaneció en el equipo para jugar el campeonato uruguayo de fútbol, donde participó en catorce partidos del Torneo Apertura y colaboró con cuatro goles y tres asistencias, en la que fue una de las mejores temporadas en su carrera.
Desde principios de 2014, fue jugador del Alianza Lima, pero finalizó su relación con el conjunto peruano a finales del 2015, debido a que el C. A. Rentistas decidió traspasarlo al Sporting Cristal. Allí mantuvo un rendimiento regular y correcto hasta la temporada 2018, en la cual brilló, disputando cuarenta y cinco partidos, marcando veintiséis goles y veinticinco asistencias, siendo esta última temporada la más opulenta de su carrera.

### Colo Colo
En enero del año 2019, es traspasado a Colo-Colo de Chile en 1,2 millones de dólares estadounidenses, más el pase del mediocampista Christofer Gonzáles al Sporting Cristal, valorado en USD 800 000.

### Alianza Lima
En noviembre de 2022, se oficializó su regreso al Alianza Lima para la temporada 2023, con un contrato de 2 temporadas con opción a extensión.

### Universitario de Deportes
Tras la partida de Diego Dorregaray, Universitario se encontraba en búsqueda de un jugador en ataque. En julio de 2024, el club Universitario de Deportes anunció su fichaje para el Torneo Clausura de la temporada 2024. A final de año sería campeón nacional con el plantel merengue, aportando un golazo a UTC de Cajamarca en el último minuto. A finales del 2024 se confirma su renovación por todo el 2025.

## Selección nacional
El 23 de agosto del 2019, Gabriel Costa es convocado por la selección de fútbol de Perú para disputar los amistosos frente a Ecuador y Brasil. Debutó el 5 de septiembre conformando la plantilla titular del combinado que cayó 1-0 contra Ecuador en New Jersey. Continuado con la selección de fútbol de Perú, el 10 de septiembre ganó 1-0 contra Brasil en Los Ángeles. Volvió a ser convocado para los amistosos ante Uruguay en Montevideo y Lima. Disputó ambos partidos: el primero de titular y también el amistoso contra Colombia, donde tuvo algunos minutos.

## Estadísticas

### Clubes
Actualizado de acuerdo al último partido jugado el 5 de agosto de 2025.
| Club                    | Div.          | Temporada     | Liga  | Liga  | Liga   | Copas nacionales | Copas nacionales | Copas nacionales | Copas internacionales | Copas internacionales | Copas internacionales | Total | Total | Total  | Media goleadora |
| Club                    | Div.          | Temporada     | Part. | Goles | Asist. | Part.            | Goles            | Asist.           | Part.                 | Goles                 | Asist.                | Part. | Goles | Asist. | Media goleadora |
| ----------------------- | ------------- | ------------- | ----- | ----- | ------ | ---------------- | ---------------- | ---------------- | --------------------- | --------------------- | --------------------- | ----- | ----- | ------ | --------------- |
| Rocha F. C. · Uruguay   | 2.ª           | 2011-12       | 19    | 2     | 0      | —                | —                | —                | —                     | —                     | —                     | 19    | 2     | 0      | 0.11            |
| Rocha F. C. · Uruguay   | Total club    | Total club    | 19    | 2     | 0      | 0                | 0                | 0                | 0                     | 0                     | 0                     | 19    | 2     | 0      | 0.11            |
| Bella Vista · Uruguay   | 1.ª           | 2012-13       | 11    | 0     | 2      | —                | —                | —                | —                     | —                     | —                     | 11    | 0     | 2      | 0.00            |
| Bella Vista · Uruguay   | Total club    | Total club    | 11    | 0     | 2      | —                | —                | —                | —                     | —                     | —                     | 11    | 0     | 2      | 0.00            |
| Rentistas · Uruguay     | 2.ª           | 2012-13       | 12    | 1     | 2      | —                | —                | —                | —                     | —                     | —                     | 12    | 1     | 2      | 0.08            |
| Rentistas · Uruguay     | 1.ª           | 2013-14       | 14    | 4     | 3      | —                | —                | —                | —                     | —                     | —                     | 14    | 4     | 3      | 0.29            |
| Rentistas · Uruguay     | Total club    | Total club    | 26    | 5     | 5      | 0                | 0                | 0                | 0                     | 0                     | 0                     | 26    | 5     | 5      | 0.19            |
| Alianza Lima · Perú     | 1.ª           | 2014          | 30    | 12    | 4      | 10               | 1                | 0                | 2                     | 0                     | 0                     | 42    | 13    | 4      | 0.31            |
| Alianza Lima · Perú     | 1.ª           | 2015          | 32    | 10    | 4      | 8                | 4                | 2                | 2                     | 0                     | 0                     | 40    | 14    | 6      | 0.35            |
| Sporting Cristal · Perú | 1.ª           | 2016          | 17    | 3     | 1      | —                | —                | —                | 6                     | 1                     | 1                     | 23    | 4     | 2      | 0.17            |
| Sporting Cristal · Perú | 1.ª           | 2017          | 30    | 2     | 5      | —                | —                | —                | 6                     | 0                     | 0                     | 36    | 2     | 5      | 0.06            |
| Sporting Cristal · Perú | 1.ª           | 2018          | 43    | 26    | 22     | —                | —                | —                | 2                     | 0                     | 1                     | 45    | 26    | 23     | 0.58            |
| Sporting Cristal · Perú | Total club    | Total club    | 90    | 31    | 28     | 0                | 0                | 0                | 14                    | 1                     | 2                     | 104   | 32    | 30     | 0.31            |
| Colo-Colo · Chile       | 1.ª           | 2019          | 19    | 5     | 0      | 6                | 3                | 0                | 2                     | 0                     | 0                     | 27    | 8     | 0      | 0.30            |
| Colo-Colo · Chile       | 1.ª           | 2020          | 23    | 5     | 3      | 1                | 0                | 1                | 4                     | 0                     | 0                     | 28    | 5     | 4      | 0.18            |
| Colo-Colo · Chile       | 1.ª           | 2021          | 23    | 5     | 7      | 6                | 3                | 2                | —                     | —                     | —                     | 29    | 8     | 9      | 0.28            |
| Colo-Colo · Chile       | 1.ª           | 2022          | 24    | 10    | 4      | 5                | 2                | 0                | 8                     | 1                     | 4                     | 37    | 13    | 8      | 0.35            |
| Colo-Colo · Chile       | Total club    | Total club    | 89    | 25    | 14     | 18               | 8                | 3                | 14                    | 1                     | 4                     | 121   | 34    | 21     | 0.28            |
| Alianza Lima · Perú     | 1.ª           | 2023          | 29    | 5     | 3      | —                | —                | —                | 2                     | 0                     | 1                     | 31    | 5     | 4      | 0.16            |
| Alianza Lima · Perú     | 1.ª           | 2024          | 9     | 1     | 1      | —                | —                | —                | 1                     | 0                     | 0                     | 10    | 1     | 1      | 0.10            |
| Alianza Lima · Perú     | Total club    | Total club    | 100   | 27    | 12     | 18               | 6                | 2                | 7                     | 0                     | 1                     | 125   | 33    | 15     | 0.26            |
| Universitario · Perú    | 1.ª           | 2024          | 15    | 1     | 0      | —                | —                | —                | —                     | —                     | —                     | 15    | 1     | 0      | 0.07            |
| Universitario · Perú    | 1.ª           | 2025          | 13    | 0     | 3      | —                | —                | —                | 3                     | 0                     | 0                     | 16    | 0     | 3      | 0.00            |
| Universitario · Perú    | Total club    | Total club    | 28    | 1     | 3      | 0                | 0                | 0                | 3                     | 0                     | 0                     | 31    | 1     | 3      | 0.03            |
| Total carrera           | Total carrera | Total carrera | 363   | 91    | 64     | 36               | 14               | 5                | 38                    | 2                     | 7                     | 437   | 107   | 76     | 0.24            |
| 1. 2. 3.                |               |               |       |       |        |                  |                  |                  |                       |                       |                       |       |       |        |                 |

## Palmarés

### Títulos nacionales
| Título                    | Equipo                    | País  | Año  |
| ------------------------- | ------------------------- | ----- | ---- |
| Torneo del Inca           | Alianza Lima              | Perú  | 2014 |
| Torneo Clausura           | Sporting Cristal          | Perú  | 2016 |
| Primera división del Perú | Sporting Cristal          | Perú  | 2016 |
| Torneo de Verano          | Sporting Cristal          | Perú  | 2018 |
| Torneo Apertura           | Sporting Cristal          | Perú  | 2018 |
| Primera división del Perú | Sporting Cristal          | Perú  | 2018 |
| Copa Chile                | C. S. D. Colo-Colo        | Chile | 2019 |
| Copa Chile                | C. S. D. Colo-Colo        | Chile | 2021 |
| Supercopa de Chile        | C. S. D. Colo-Colo        | Chile | 2022 |
| Primera División          | C. S. D. Colo-Colo        | Chile | 2022 |
| Torneo Apertura           | Alianza Lima              | Perú  | 2023 |
| Torneo Clausura           | Universitario de Deportes | Perú  | 2024 |
| Primera División del Perú | Universitario de Deportes | Perú  | 2024 |
| Torneo Apertura           | Universitario de Deportes | Perú  | 2025 |

### Distinciones individuales
| Distinción                                                                                         | Año  |
| -------------------------------------------------------------------------------------------------- | ---- |
| Incluido en el equipo ideal del Torneo Apertura de Perú según el portal periodístico DeChalaca.com | 2018 |
| Incluido en el equipo ideal del Campeonato Descentralizado según DeChalaca.com                     | 2018 |
| Incluido en el mejor once del Campeonato Descentralizado según la SAFAP                            | 2018 |
| Nominado a mejor jugador del Campeonato Descentralizado según la SAFAP                             | 2018 |
| Mejor mediocampista del Campeonato Descentralizado según la ADFP                                   | 2018 |
| Mejor jugador del Campeonato Descentralizado según la ADFP                                         | 2018 |
| Mejor volante de 2021 por Encuesta El Deportivo de La Tercera                                      | 2021 |
| Mejor jugador de la Supercopa de Chile                                                             | 2022 |